# Волейбол на літніх Олімпійських іграх 2024 (склади жіночих команд)
Cклади команд-учасниць жіночого турніру з волейболу на літніх Олімпійських іграх 2024 року.

## Група А

### Китай
Склад команди був  оголошений 8 липня 2024 року.
Головний тренер: Цай Бінь.
- 1 Юань Сіньюе (капітан, центральна блокуюча)
- 2 Чжу Тін (догравальна)
- 3 Дяо Лінью (пасуюча)
- 5 Гао І (центральна блокуюча)
- 6 Гун Сян'юй (діаголальна)
- 7 Ван Юаньюань (центральна блокуюча)
- 9 Чжан Чаннін (догравальна)
- 12 Лі Інін (догравальна)
- 14 Чжен Ісінь (діаголальна)
- 16 Дін Ся (пасуюча)
- 18 Ван Менцзе (ліберо)
- 21 У Менджі (догравальна)

Резервна спортсменка:
- 22 Чжуан Юйшань (догравальна)

### Франція
Склад команди був  оголошений 9 липня 2024 року.
Головний тренер: Еміль Руссо (Бельгія).
- 1 Єлена Казот[fr] (капітан, діаголальна)
- 3 Амандін Жардіно (ліберо)
- 4 Крістіна Бауер[fr]  (центральна блокуюча)
- 7 Іман Ндіайє (діаголальна)
- 9 Ніна Стожиликович[en] (пасуюча)
- 11 Люсіль Жікейль[fr] (діаголальна)
- 15 Аманда Марін Сільвес (центральна блокуюча)
- 23 Леандра Олінга-Андела (центральна блокуюча)
- 63 Емілі Респо (пасуюча)
- 88 Амелі Ротар (догравальна)
- 91 Халімату Бах (догравальна)
- 99 Джульєтта Гелін (ліберо)

Резервна спортсменка:
- 53 Мава Шальк (догравальна)

### Сербія
Склад команди був  оголошений 5 червня 2024 року .
Головний тренер: Джованні Гвідетті (Італія).
- 1 Б'янка Буша (догравальна)
- 2 Катарина Лазович[en] (догравальна)
- 4 Бояна Дрча (пасуюча)
- 9 Александра Узелац (догравальна)
- 10 Майя Огнєнович (капітан, пасуюча)
- 11 Гена Куртагич (центральна блокуюча)
- 14 Майя Алексич[en] (центральна блокуюча)
- 15 Йована Стеванович (центральна блокуюча)
- 17 Сильвія Попович (ліберо)
- 18 Тіяна Бошкович (діаголальна)
- 19 Бояна Міленкович (догравальна)
- 22 Сара Лозо[en] (діаголальна)

Резервна спортсменка:
- 5 Міна Попович (центральна блокуюча)

### Сполучені Штати
Склад команди був  оголошений 29 червня 2024 року .
Головний тренер: Карч Кірай.
- 2 Джордін Поултер (пасуюча)
- 3 Ейвері Скіннер (догравальна)
- 4 Джастін Вонг-Орантес (ліберо)
- 7 Лорен Карліні (пасуюча)
- 10 Джордан Ларсон (капітан, догравальна)
- 11 Андреа Дрюс (діаголальна)
- 12 Джордан Томпсон (діаголальна)
- 15 Гейлі Вашингтон (центральна блокуюча)
- 16 Дана Реттке (центральна блокуюча)
- 22 Кетрін Пламмер (догравальна)
- 23 Келсі Робінсон Кук (догравальна)
- 24 Чіака Огбогу (центральна блокуюча)

Резервна спортсменка:
- 1 Майка Генкок (пасуюча)

## Група В

### Бразилія
Склад команди був  оголошений 4 липня 2024 року 
Головний тренер: Зе Роберто 
- 1 Нієме Коста[en] (ліберо)
- 2 Діана Дуарте (центральна блокуюча)
- 3 Макріс Карнейро (пасуюча)
- 6 Таїса Менезес (центральна блокуюча)
- 7 Розамарія Монтібельєр (діаголальна)
- 9 Роберта Рацке (пасуюча)
- 10 Габрієла Гімарайнш (капітан, догравальна)
- 12 Ана Крістіна де Соуза[en] (догравальна)
- 15 Ана Кароліна да Сілва (центральна блокуюча)
- 17 Юлія Бергманн[en] (догравальна)
- 19 Тайнара Сантос (догравальна)
- 24 Лорен Тейшейра (догравальна)

Резервна спортсменка:
- 14 Наталія Араухо[en] (ліберо)

### Японія
Склад команди був  оголошений 1 липня 2024 року.
Головний тренер: Масайоші Манабе.
- 1 Койомі Івасакі (пасуюча)
- 2 Котона Хаясі (догравальна)
- 3 Саріна Кога[en] (капітан, догравальна)
- 4 Маю Ісікава[en] (догравальна)
- 6 Нанамі Секі (пасуюча)
- 8 Манамі Кодзіма (ліберо)
- 10 Аріса Іноуе (догравальна)
- 11 Нічіка Ямада (центральна блокуюча)
- 12 Сатомі Фукудоме (ліберо)
- 15 Айрі Міябе (центральна блокуюча)
- 20 Аяка Аракі (центральна блокуюча)
- 21 Юкіко Вада (догравальна)

Резервна спортсменка:
- 5 Акане Ямагіші (ліберо)

### Кенія
Склад команди був  оголошений 9 липня 2024 року.
Головний тренер: Яфет Мунала.
- 1 Естер Мутінда (пасуюча)
- 2 Вероніка Олуш (догравальна)
- 3 Памелла Овіно (діаголальна)
- 4 Леоніда Касая (догравальна)
- 6 Белінда Бараса (центральна блокуюча)
- 7 Еммакулате Місокі (пасуюча)
- 8 Тріза Атука (капітан, центральна блокуюча)
- 11 Луїза Сімію (діаголальна)
- 13 Юліана Намутіра (догравальна)
- 15 Лорін Кай (центральна блокуюча)
- 16 Агріпіна Кунду (ліберо)
- 19 Едіт Мукувілані (центральна блокуюча)

Резервна спортсменка:
- 5 Шерон Чепчумба (діаголальна)

### Польща
Склад команди був  оголошений 6 липня 2024 року.
Головний тренер: Стефано Лаваріні (Італія).
- 1 Марія Штенцель (ліберо)
- 3 Клавдія Алагєрська (центральна блокуюча)
- 5 Агнешка Корнелюк[en] (центральна блокуюча)
- 9 Магдалена Стисяк (діаголальна)
- 11 Мартина Лукасик (догравальна)
- 12 Олександра Щигловська (ліберо)
- 14 Йоанна Волош (капітан, пасуюча)
- 15 Мартина Чирнянська (догравальна)
- 17 Мальвіна Смажек (діаголальна)
- 26 Катажина Венерська (пасуюча)
- 41 Наталія Менджик (догравальна)
- 95 Магдалена Юрчик (центральна блокуюча)

Резервна спортсменка:
- 30 Олівія Ружанська (догравальна)

## Група С

### Домініканська Республіка
Склад команди був  оголошений 8 липня 2024 року.
Головний тренер: Маркос Квік (Бразилія).
- 1 Кандіда Аріас[en] (центральна блокуюча)
- 5 Бренда Кастільйо (ліберо)
- 6 Аріана Родрігес (пасуюча)
- 7 Ніверка Марте[en] (капітан, пасуюча)
- 8 Алондра Тапіа (діаголальна)
- 11 Джеральдін Гонсалес (центральна блокуюча)
- 15 Мадлен Гільєн (догравальна)
- 16 Йонкайра Пенья[en] (догравальна)
- 18 Бетанія де ла Крус[en] (догравальна)
- 20 Браєлін Мартінес[en] (догравальна)
- 21 Джінейрі Мартінес[en] (центральна блокуюча)
- 23 Гайла Гонсалес[en] (діаголальна)

26 липня, після здачі тесту на допінг, Лісвель Еліса Еве зізналася, що приймала ліки, які містили фуросемід. У складі збірної її замінила Джеральдін Гонсалес.

### Італія
Склад команди був  оголошений 8 липня 2024 року.
Головний тренер: Хуліо Веласко (Аргентина).
- 1 Марина Лубіян (центральна блокуюча)
- 3 Карлотта Камбі (пасуюча)
- 6 Моніка Де Дженнаро (ліберо)
- 8 Алессія Орро (пасуюча)
- 9 Катерина Босетті (догравальна)
- 11 Анна Данезі (капітан, центральна блокуюча)
- 17 Міріам Сілла (догравальна)
- 18 Паола Егону (діаголальна)
- 19 Сара Фар (центральна блокуюча)
- 21 Лавет Оморуї (догравальна)
- 24 Катерина Антропова (діаголальна)
- 27 Гая Джованніні (догравальна)

Резервна спортсменка:
- 5 Іларія Спіріто (ліберо)

### Нідерланди
Склад команди був  оголошений 6 липня 2024 року
Головний тренер: Фелікс Кословський (Німеччина).
- 4 Селесте Плак[en] (діаголальна)
- 5 Жольєн Кноллема (догравальна)
- 7 Юлієт Логуїс (центральна блокуюча)
- 10 Сара Ван Ален (пасуюча)
- 11 Анне Бейс[en] (догравальна)
- 12 Брітт Бонгартс[en] (пасуюча)
- 16 Інді Байєнс (центральна блокуюча)
- 18 Марріт Яспер[en] (догравальна)
- 19 Ніка Даалдероп (капітан, догравальна)
- 23 Еліне Тіммерман (центральна блокуюча)
- 25 Флорієн Ресінк (ліберо)
- 26 Еллес Дамбрінк (діаголальна)

Резервна спортсменка:
- 33 Нова Маррінг (догравальна)

### Туреччина
Склад команди був  оголошений 8 липня 2024 року 
Головний тренер: Данієле Сантареллі (Італія)
- 1 Гізем Орге (ліберо)
- 3 Джансу Озбай (пасуюча)
- 4 Мелісса Варгас (діаголальна)
- 7 Ханде Баладин (догравальна)
- 9 Меліха Дікен (догравальна)
- 11 Дерія Джебеджіоглу (догравальна)
- 12 Еліф Шахін (пасуюча)
- 14 Еда Ердем Дюндар (капітан, центральна блокуюча)
- 19 Асли Калач (центральна блокуюча)
- 21 Бейза Ариджі (центральна блокуюча)
- 22 Ілкин Айдин (догравальна)
- 99 Ебрар Каракурт (діаголальна)

Резервна спортсменка:
- 18 Зехра Гюнеш (центральна блокуюча)